# Gefahrstoffkataster
Ein Gefahrstoffkataster gemäß Gefahrstoffverordnung (GefStoffV) ist in Deutschland eine zusammenfassende Auflistung der in einem Unternehmen eingesetzten Gefahrstoffe. Darin sind Reinstoffe, Stoffgemische und Zubereitungen aufgelistet, die u. a. folgende Gefährlichkeitsmerkmale erfüllen:
- brandfördernd,
- hoch- und leichtentzündlich,
- entzündlich,
- explosionsgefährlich,
- (sehr) giftig,
- gesundheitsschädlich,
- ätzend,
- reizend,
- sensibilisierend,
- krebserzeugend (kanzerogen),
- fortpflanzungsgefährdend (reproduktionstoxisch),
- erbgutverändernd (mutagen),
- umweltgefährlich.

Im Gefahrstoffkataster wird auch aufgeführt, wie und wo diese Stoffe aufbewahrt und verwendet werden dürfen.  Das Gefahrstoffkataster dient dem Schutz der Beschäftigten im Unternehmen, kann aber auch ein relevanter Punkt des Qualitäts- und Hygienemanagementsystems des Unternehmens sein, z. B. in der Lebensmittelindustrie.
Das Gefahrstoffkataster ist eine notwendige Voraussetzung für die Durchführung der für Unternehmen verpflichtenden Gefährdungsbeurteilung. Neben der sicheren Lagerung und möglicher Brandschutzforderungen bilden Sicherheitsdatenblätter und Betriebsanweisungen eine wichtige Grundlage zum sicheren und umweltverträglichen Umgang mit den eingesetzten Gefahrstoffen.